# Рудна зона
Рудна зона (рос. рудная зона, англ. ore zone; нім. Erzgurtel m, Erzzone f) — смуга поширення гірських порід, що містить скупчення рудних мінералів у формі неправильних мас, жил, систем прожилок та ділянок вкраплень. Як правило, рудна зона має форму плити, витягнутої в одному напрямку, яка занурюється під тим чи іншим кутом вглиб землі. Розміри Р.з. досягають у довжину кількох десятків кілометрів.